# 普通取引約款
普通取引約款（ふつうとりひきやっかん）とは、企業などが不特定多数の利用者との契約を定型的に処理するためにあらかじめ作成した契約条項。単に約款ともいう。

## 概説
約款は企業などが不特定多数の利用者と取引することを想定し、予め定型的な条項を定めておき、それを契約の内容とするものである。保険契約、不動産取引、銀行取引、コンピュータソフトウェアの購入などにおいて提示される契約書やパッケージに印刷された契約条項が普通取引約款の例である。鉄道、タクシー、郵便、ポイントサービスなどにも約款が利用されており、日常生活のさまざまな場面で接している。
西ドイツの銀行普通取引約款は、1930年代後半には全国の民間銀行が統一的に、つまりカルテルとして採用していた。
日本では2017年改正の民法で約款のうちスタンダードな要素を抽出し「定型約款」として要件や効果を定めている（一定の要件を満たす「定型約款」の規定を置いているのであり、約款全般についての規定を置いているわけではない）。

## 約款の法的性質
約款の法的性質については、約款の拘束力、約款の解釈方法、約款の内容的限界などが問題になる。
例えば日本では約款の法的拘束力を認める場合の根拠について議論があり、以下の学説が提唱されてきた。
- 意思推定説 - 当事者が約款によらない旨の意思表示をせずに契約したときは、その約款による意思で契約したと推定すべきである。
- 自治法説 - 約款の規定は、当該取引圏が自主的に制定した法である。
- 商慣習法説 - 当該取引圏において、取引は約款によるとの慣習があり、その慣習には商法第1条の商慣習または民法第92条の慣習としての効力が認められる（慣習法を参照）。
- 新契約説

判例は意思推定説の立場であった（大判大正4年12月24日民録21輯2182頁）。2017年改正の民法は約款の法的根拠を明確にするため、無数に存在する約款のうちスタンダードな要素のみ抽出し「定型約款」として要件や効果を定めている。

## 日本法における約款

### 各種取引における約款
業種によっては標準的な約款（標準約款）を定め、行政機関による認可を円滑に行えるようにしているものがある。
- 運送約款
  - JR旅客営業規則
  - 一般旅客自動車運送事業標準約款
  - フェリー標準運送約款
  - 国内／国際航空運送約款
- 旅行業
  - 標準旅行業約款
  - モデル宿泊約款

先述のように2017年改正の民法は一定の要件を満たすものを「定型約款」としており、約款全般についての規定を置いているわけではない。約款のすべてが2017年5月に成立した民法の一部を改正する法律（平成29年法律第44号）において導入される定型約款に当てはまるとは限らないことに注意されたい。

### 定型約款
2017年5月に成立した民法の一部を改正する法律（平成29年法律第44号）では、民法典に「定型約款」という概念が導入される。
定型約款にかかる規定新設の背景として、法務省は「大量の取引が迅速に行われる現代において、約款は広範に活用されているが、民法には約款に関する規定がなく、そのため解釈によって対応せざるを得ないが、いまだ確立した解釈（説）もないため、法的に不安定である」ということを挙げている。
なお、定型約款に関する規定は、原則として新法施行前に締結された定型約款についても適用される（平成29年の民法改正附則33条1項）。

#### 定義
「定型取引において、契約の内容とすることを目的としてその特定の者により準備された条項の総体」（改正法第548条の2第1項）をいう。なお、同項以下において定形取引とは「ある特定の者が不特定多数の者を相手方として行う取引であって、その内容の全部又は一部が画一的であることがその双方にとって合理的なもの」をいう。

#### 定形約款に関する定め
- 定形取引を行うことの合意をした者は、「定型約款を契約の内容とする旨の合意をしたとき」または「定型約款を準備した者があらかじめその定型約款を契約の内容とする旨を相手方に表示していたとき」には、定型約款の個別の条項についても合意したものとみなされる（改正法548条の2第1項）。

なお、同項2号は個別の「表示」を要件にしているが、特別法で「公表」で足りるとしているものもある（鉄道営業法18条ノ2、航空法134条の3）。

#### 不当条項
定型約款における不当条項（ふとうじょうこう）は、契約の内容とすることが不適当な内容の契約条項である。
定型約款に含まれる条項が以下の条件を満たすとき、その条項は不当条項となる：
- 相手方の権利を制限し、又は相手方の義務を加重する
- その定型取引の態様及びその実情並びに取引上の社会通念に照らして第一条第二項に規定する基本原則に反して相手方の利益を一方的に害する

不当条項は合意しなかったものと見做される。すなわち、定型約款のみなし合意が成立しない扱いになる。